# 吳士講
吳士講（？—17世紀），字心啟，南直隸廬州府合肥縣人，明朝政治人物。

## 生平
吳士講是崇禎三年（1630年）舉人，次年（1631年）聯捷辛未科進士 ，獲授南京兵部車駕司主事，轉職方司員外郎、車駕司郎中；九年外任大名知府，次年丁忧归乡。起补開封知府。李自成攻打開封，他力保城池，因此升為下川南道副使，不久因病辭官，七十歲時去世。

## 引用
1. 1 2  嘉慶《合肥縣志·卷二十三·人物傳》：吳士講，字心啟，崇禎辛未進士。授南兵部車駕司，遷本部員外郎，出知大名府，復補開封。闖賊攻破開封，士講歸，後論功升川南道，途中病發，具疏告歸，年七十卒。 府志
2. ↑  嘉慶《合肥縣志·卷十七·選舉表》：崇禎三年庚午（舉人）……吳士講
3. ↑  《崇祯四年辛未科三百五十名进士履历》：吴士讲，口口，書一房，癸巳六月初五日生。合肥人，庚午一百三十，會二十九十六，二甲六十七名。户部政，癸酉授南兵部车驾司主事，乙亥升职方员外，升车驾郎中，丙子升大名知府，丁丑丁忧。曾祖芳，经历。祖阳，封文林郎。父中哲，庠生。
4. ↑  錢海岳《南明史·卷八十七·列傳第六十三》：（同陳啟新）時揚、淮、徐、鳳、廬、滁諸屬遺臣：……合肥則吳士講，字心啟，崇禎四年進士。自車駕員外郎歷大名、開封知府，拒自成，力守全城。陞下川南副使，歸。卒年七十。